# Nic Stone
Nic Stone, pseudoniem van Andrea Nicole Livingstone (Atlanta, 10 juli 1985), is een Amerikaanse jeugdboekenauteur. Ze is vooral bekend om haar debuutroman Dear Martin en haar eerste kinderboek Clean Getaway. Haar boeken zijn vertaald in zes talen, waaronder enkele titels in het Nederlands.

## Biografie
Stone werd geboren en groeide op in een voorstad van Atlanta. Ze behaalde een graad in psychologie aan Spelman College. Ze is Afro-Amerikaans en openlijk biseksueel. Na haar studie werkte ze met jongeren als mentor. 
Ze woonde enkele jaren in Israël. Tijdens een reis naar Israël in 2008 besefte Stone dat ze schrijver wilde worden, nadat ze een familie ontmoette met een verhaal dat haar diep raakte. In 2012 schreef ze haar eerste young adult-roman, geïnspireerd door de Divergent-serie van Veronica Roth — de eerste boekenreeks met zwarte personages die zij las waarin die personages het einde overleven. Dit boek leverde haar ook haar eerste literaire agent op.

### Dear Martin
Haar debuut Dear Martin (in het Nederlands vertaald onder de titel: Wat zou Martin doen?) gaat over een zwarte scholier op een overwegend witte middelbare school die brieven begint te schrijven aan dr. Martin Luther King jr., nadat hij een gewelddadige confrontatie met racistische politieagenten heeft meegemaakt. Het boek werd verkocht als onderdeel van een tweeboekendeal en verscheen in 2017 bij Crown Books for Young Readers. Stone gaf aan dat ze het boek begon te schrijven na de dood van Jordan Davis, een zwarte tiener die in 2012 door een blanke man werd doodgeschoten in een haatmisdrijf. Dear Martin debuteerde op nummer 4 van de New York Times-bestsellerlijst. Het werd genomineerd voor de William C. Morris Award en kreeg een sterrecensie van Booklist. De roman werd vertaald en uitgegeven in onder andere Duitsland, Brazilië, Indonesië, Nederland, het Verenigd Koninkrijk, Turkije en Roemenië. In februari 2020 verscheen het opnieuw op de New York Times-bestsellerlijst, ditmaal op nummer 1 bij de young adult-paperbacks.
Het vervolg, Dear Justyce (vertaald in het Nederlands als: Wat zou Justyce doen?), over een tiener die wordt vastgehouden en terechtstaat voor moord, verscheen in oktober 2020. Stone gaf aan dat ze aanvankelijk geen vervolg wilde schrijven, maar hiertoe werd aangemoedigd door haar uitgever. Ze besloot een boek te schrijven over een "zwarte jongen voor wie iedereen bang is."
Een derde boek in de reeks, Dear Manny, werd gepubliceerd in maart 2025.

### Clean Getaway
Haar eerste kinderboek, Clean Getaway, geïllustreerd door Dawud Anyabwile, verscheen in januari 2020 bij Crown. Het vertelt het verhaal van de elfjarige Scoob die met zijn grootmoeder op roadtrip gaat. Het boek kreeg lovende recensies van Publishers Weekly en Booklist en debuteerde op nummer 5 op de New York Times-bestsellerlijst voor kinderboeken. Stone haalde haar inspiratie uit een Twitterbericht over een oma uit Atlanta die winkeldiefstal pleegde en uiteindelijk een internationale juwelendief bleek te zijn.

### Overige werken
Haar tweede young adult-roman, Odd One Out (in het Nederlands vertaald als: Zij en ik), draait om drie queer tieners van kleur in een liefdesdriehoek en onderzoekt thema’s als gender, seksuele fluiditeit en identiteit. Het boek verscheen in 2018 en kreeg eveneens een sterrecensie van Booklist. In 2019 publiceerde ze haar derde roman, Jackpot, over een scholier en pompbediende, Rico, die een winnend lot verkoopt. Stone schreef het oorspronkelijk in 2015.
In september 2019 werd aangekondigd dat Stone een roman zou schrijven over Shuri, het personage uit Black Panther van Marvel. Deze werd in 2020 uitgebracht door Scholastic. Twee vervolgen verschenen: Shuri: The Vanished in 2021 en Shuri: Symbiosis in 2022.
In juni 2021 verscheen Blackout, een young adult-roman die ze samen schreef met Dhonielle Clayton, Tiffany D. Jackson, Angie Thomas, Ashley Woodfolk en Nicola Yoon. Het vervolg Whiteout verscheen in 2023.
Naast fictie schrijft Stone ook essays en korte verhalen, die in verschillende bundels zijn opgenomen.
Samen met Ibram X. Kendi schreef ze How to Be a (Young) Antiracist, de young adult-versie van zijn bestseller, die in 2023 verscheen.
Vanaf februari 2022 presenteerde ze een zesdelige podcastserie in samenwerking met Marvel en Sirius XM: The History of Marvel Comics: Black Panther.
In 2023 was Stone hoofdspreker op de AASL National Conference.

### Young Adult
- Dear Martin (Crown Books for Young Readers, 2017), in het Nederlands vertaald als: Wat zou Martin doen?
- Odd One Out (Crown Books for Young Readers, 2018), in het Nederlands vertaald als: Zij en ik
- Jackpot (Crown Books for Young Readers, 2019)
- Shuri: A Black Panther Novel (Scholastic, 2020)
- Shuri: The Vanished (Scholastic, 2021)
- Dear Justyce (Crown Books for Young Readers, 2022), in het Nederlands vertaald als: Wat zou Justyce doen?
- Shuri: Symbiosis (Scholastic, 2022)
- Chaos Theory (Crown Books for Young Readers, 2023)
- Dear Manny (Crown Books for Young Readers, 2025)

### Kinderboeken
- Clean Getaway (Crown Books for Young Readers, 2020)
- Fast Pitch (Crown Books for Young Readers, 2021)

### Samenwerkingen
- Blackout (Quill Tree Books, 2021)
- Whiteout (Quill Tree Books, 2022)

- Gemeinsame Normdatei: 1170285066
- International Standard Name Identifier: 0000 0004 6881 3358
- Library of Congress Control Number: n2017035411
- Nationale Bibliotheek van Tsjechië: xx0267310
- Nederlandse Thesaurus van Auteursnamen: 416645852
- Système universitaire de documentation: 260062022
- Virtual International Authority File: 39149841962102841802
- WorldCat: E39PBJwhtq4ymFBFyKTqtJQH4q